# دریاچه ناپلاس
دریاچه ناپلاس (انگلیسی: Lake Naplás) بزرگترین دریاچه بوداپست است. این دریاچه مصنوعی و توسط دومین ذخیره گاه طبیعی بوداپست احاطه شده است ، از جمله یک مرغزار و یک جنگل. گیاهان و جانوران نادر را می توان در اینجا یافت ، بنابراین از سال 1997 مورد حفاظت قرار گرفته است. این دریاچه زیستگاه طبیعی لاک پشت برکه ای اروپاست. این دریاچه خود یک دریاچه ماهیگیری است ، اما در اطراف آن مسیرهای کوهنوردی و دوچرخه سواری وجود دارد. 